# Wilhelm von Bibra

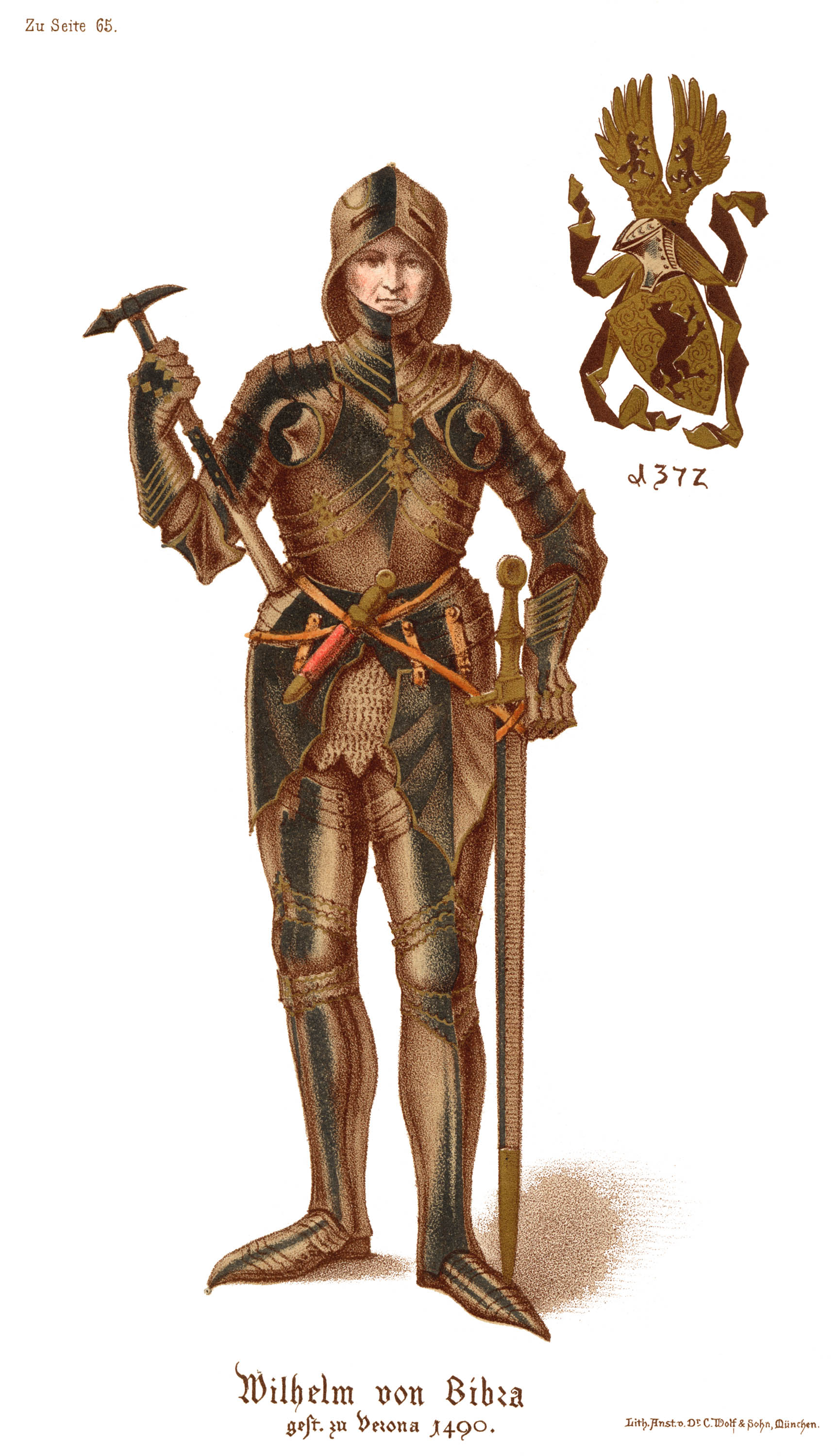
Lithographie von Wilhelm von Bibra (aus „Geschichte der Familie der Freiherrn von Bibra“, 1870)

Wilhelm von Bibra (* 1442; † 28. August 1490 in Verona) war ein Ritter vom güldenen Sporn und Gesandter des Kaisers am Hofe des Papstes Innozenz VIII.

## Biografische Daten
Wilhelm fungierte als Rat Kaiser Friedrichs III. und von dessen Sohn Maximilian I. In den Jahren 1483, 1487 und 1490 reiste er als Gesandter drei Mal nach Rom, die letzten beiden Male zu Papst Innozenz VIII. Er hatte auch die Stellung eines Hofmeisters und Rats des Erzbischofs und Kurfürsten von Köln Hermann von Hessen inne. Hermanns Halbbruder Lorenz wandte sich 1487 mit einem Empfehlungsschreiben an Papst Innozenz VIII., als Wilhelm im Auftrag des Erzbischofs an den Heiligen Stuhl gesandt wurde. 1490 erkrankte Wilhelm während seiner Rückreise von Rom und starb im Palast der Familie Pellegrini. Wilhelms Grabstein ist zu sehen in der Pellegrini-Kapelle in Verona. Ursprünglich lag die Grabplatte am Boden, sie wurde erst im Sommer 1804 an der Wand aufgestellt.

### Verschiedene Darstellungen

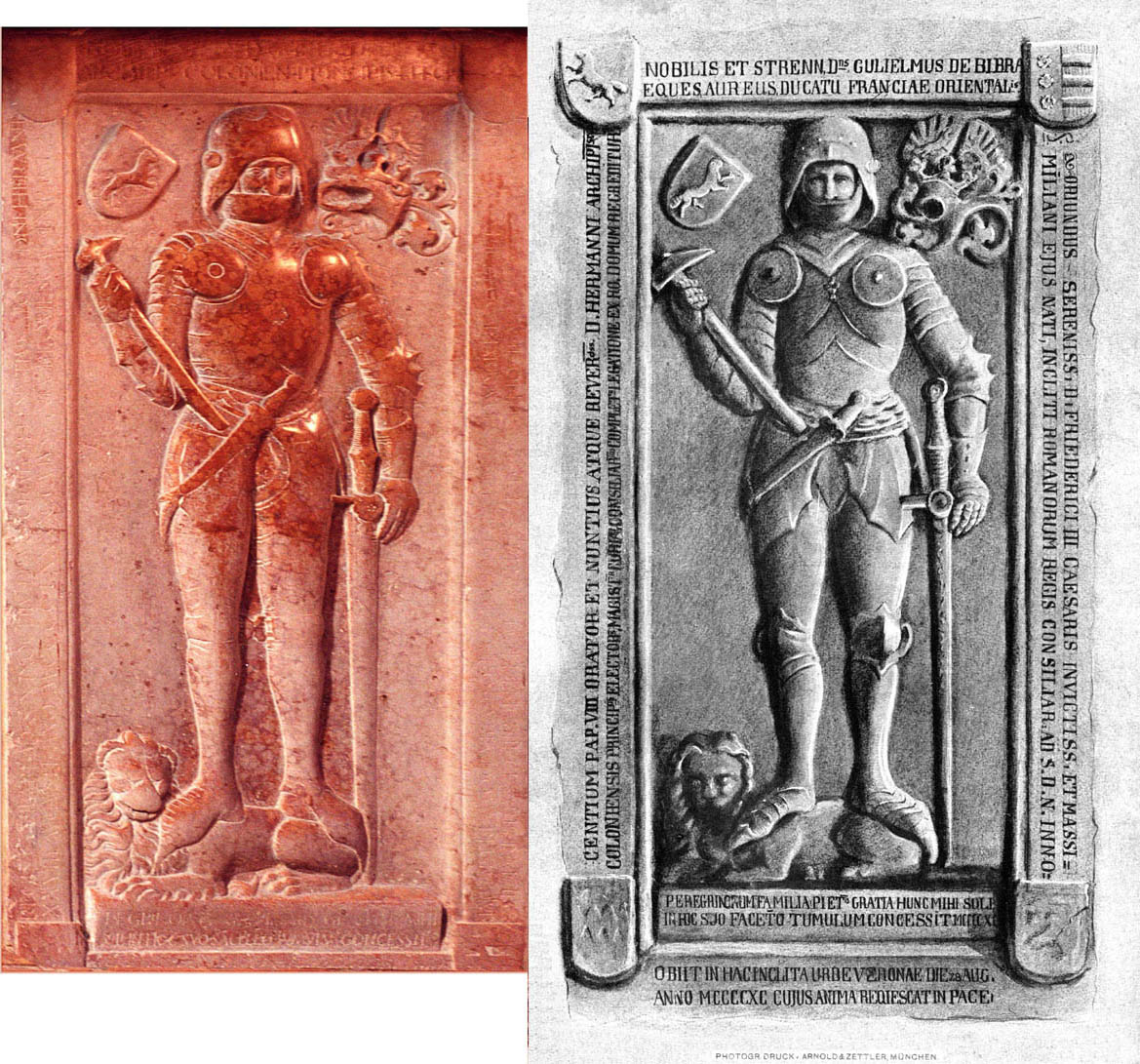
Fotografie und Lithografie des Epitaphs von Wilhelm von Bibra (aus „Beiträge zur Familien Geschichte der Reichsfreiherrn von Bibra“, Zweiter Band, Wilhelm Frhr. von Bibra, 1882)
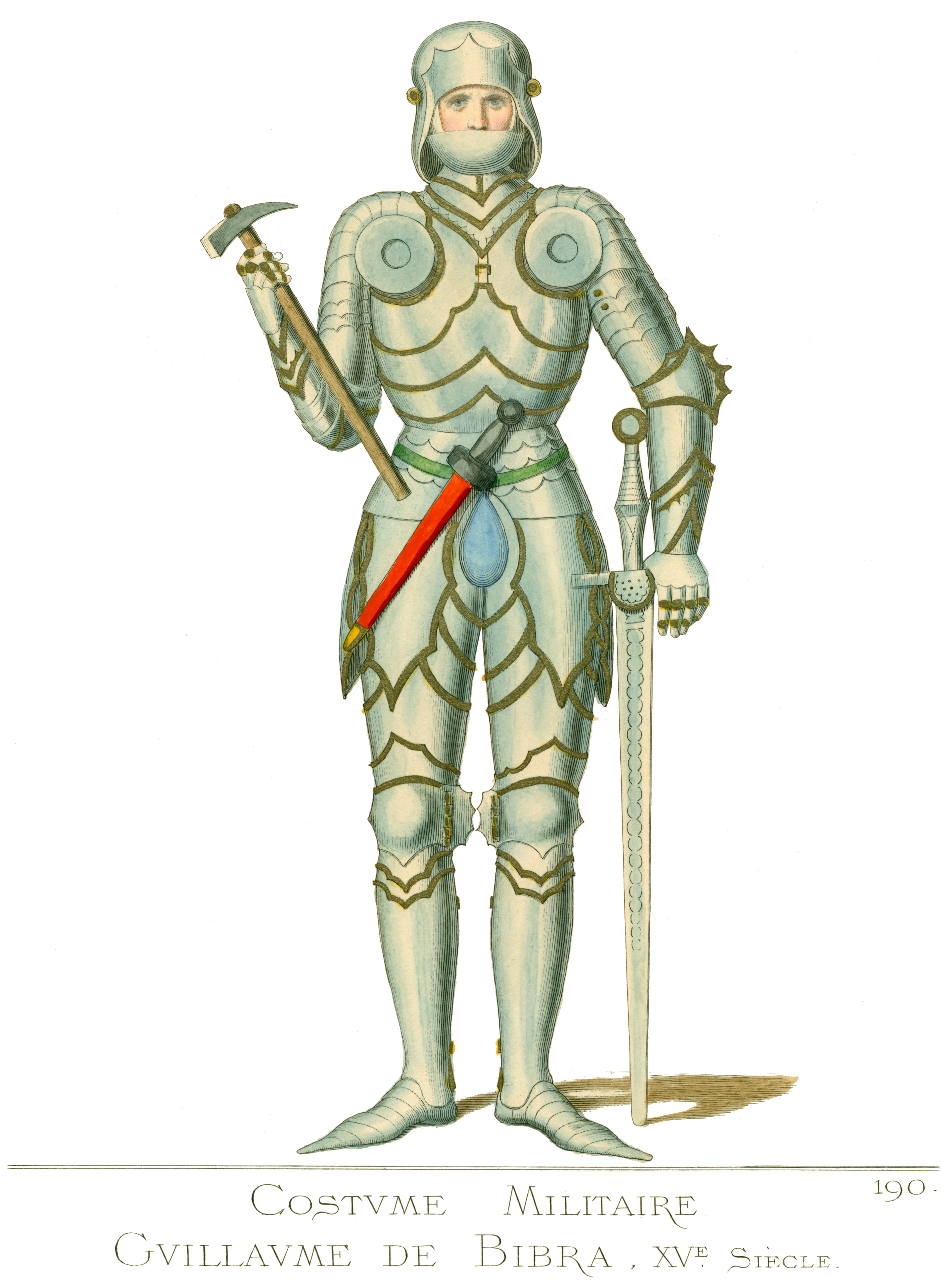
Costumes Historiques des XIIe, XIIIe, XIVe, et XVI siecles', Camille Bonnard, A. Levy Fils 1860, Kupferstich von Paul Mercuri.

## Familie
Wilhelm von Bibra war Mitglied der adeligen fränkischen Familie von Bibra. In seiner Familie gab es hohe kirchliche Würdenträger, die als Kirchenfürsten den Rang von Reichsfürsten erlangten, z. B. Konrad III. von Bibra, Fürstbischof von Würzburg (1540–1544). Auch der Halbbruder von Wilhelm Lorenz von Bibra war Fürstbischof von Würzburg in der Zeit von 1495 bis 1519. Als solcher bemühte sich Lorenz von Bibra darum, weiteren Familienmitgliedern Ämter innerhalb seines Bistums Würzburg zukommen zu lassen.

## Transkription der Grabinschrift
Original

 NOBILIS ET STRENN(uus) D(ominus) GULIELMUS DE BIBRA

 EQUES AUREUS DUCATU FRANCIAE ORIENTAL(is)

 ORIUNDUS SERENISS(imi) D(omini) FRIEDERICI III CAESARIS INVICTISS(imi) ET MASSI=

 MILIANI EIUS NATI, INCLITI ROMANORUM REGIS CONSILIAR(ius) AD S(anctum) D(ominum) N(ostrum) INNO=

 CENTIUM PAP(am) VIII ORATOR ET NUNTIUS ATQUE REVER[endissimi) D(omini) HERMANNI ARCHI(e)PI(scopi)

 COLONIENSIS PRINCIP(is) ELECTOR(is) MAGIS(ter) CURIAE CONSILIAR(ius) COMPLETA LEGATIONE EX RO(ma) DOMUM REGREDITUR(us)

 OBIIT IN HAC INCLITA URBE VERONAE DIE 28. AUG(usti)

 ANNO MCCCCXC CUIUS ANIMA REQUIESCAT IN PACE

 PEREGRINORUM FAMILIA PIET(ate) ET GRATIA HUNC MIHI SOLI

 IN HOC SUO SACELLO TUMULUM CONCESSIT MCCCCXC
  Übersetzung

  Der edle und gestrenge Herr Wilhelm von Bibra, 

  Ritter vom goldenen Sporn, aus dem Herzogtum Ostfranken, 

  Rat des durchlauchtigsten und unbesiegbaren Kaisers, Herrn Friedrichs III. und seines Sohnes Maximilian,

  des bekannten römischen Königs, Vertreter und Gesandter bei unserem heiligen Herrn Innozenz VIII., 

  sowie Hofmeister und Rat des Herrn Erzbischofs von Köln, des Kurfürsten Hermann. 

  Nach Beendigung seiner Gesandtschaft auf dem Wege von Rom nach Hause, 

  starb er in der berühmten Stadt Verona am 28. August 1490. Seine Seele möge in Frieden ruhen!

  Aus Frömmigkeit und Huld hat die Familie Pellegrini nur für mich

  ein Grab in ihrer Kapelle eingeräumt. 1490.